# Rajd Safari 1976
Rajd Safari (24. Safari Rally) – 24 Rajd Safari rozgrywany w Kenii w dniach 15-19 kwietnia. Była to czwarta runda Rajdowych mistrzostw świata w roku 1976. Rajd został rozegrany na nawierzchni szutrowej. Bazą rajdu było miasto Nairobi. 

## Wyniki końcowe rajdu[1]
| Msc. | Kierowca            | Pilot                | Samochód            | Czas | Strata | Punkty |
| ---- | ------------------- | -------------------- | ------------------- | ---- | ------ | ------ |
| 1    | Joginder Singh      | David Doig           | Mitsubishi Lancer   | 1:57 | 0.0    | 20     |
| 2.   | Robin Ulyate        | Chris Bates          | Mitsubishi Lancer   | 2:21 | +0:24  |        |
| 3.   | Andrew Cowan        | Johnstone Syer       | Mitsubishi Lancer   | 2:42 | +0:45  |        |
| 4.   | Bert Shankland      | Brian Barton         | Peugeot 504         | 2:52 | +0:55  | 10     |
| 5.   | Simo Lampinen       | Arne Hertz           | Peugeot 504         | 3:23 | +1:26  |        |
| 6.   | Kenjiro Shinozuka   | Bob Graham           | Mitsubishi Lancer   | 4:10 | +2:13  |        |
| 7.   | Harry Källström     | Leif Lindqvist       | Datsun 160J         | 4:49 | +2:52  | 4      |
| 8.   | Zully Remtulla      | Nizar Jivani         | Datsun 160J         | 5:09 | +3:12  |        |
| 9.   | Jean-Pierre Nicolas | Jean-Claude Lefèbvre | Peugeot 504         | 5:11 | +3:14  |        |
| 10.  | Johnny Hellier      | Kanti Shah           | Alfa Romeo 1750 GTV | 7:14 | +5:17  | 1      |

## Klasyfikacja producentów po 4 rundach
| Lp | Producent  | Pkt. |
| -- | ---------- | ---- |
| 1  | Lancia     | 50   |
| 2  | Opel       | 34   |
| 3  | Saab       | 20   |
| 3  | Mitsubishi | 20   |
| 5  | Toyota     | 15   |

- Uwaga: Tabela obejmuje tylko pięć pierwszych miejsc.